# Haushaltsplan der Vereinigten Staaten

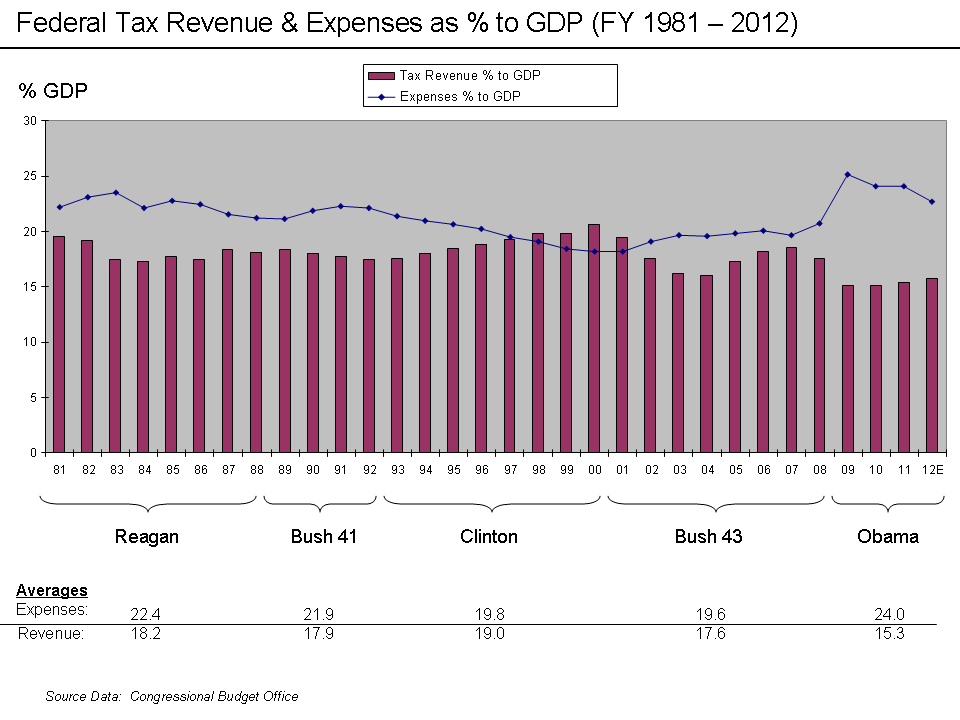

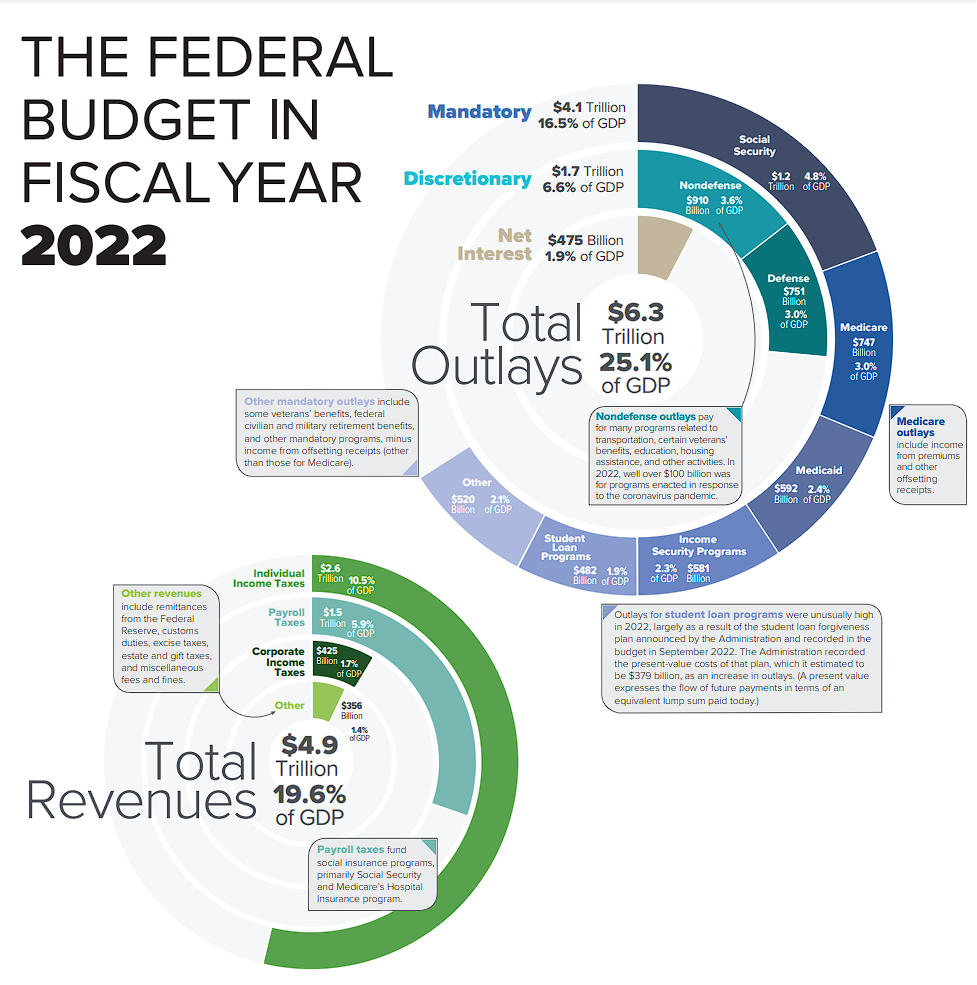
Grafik zum US-Haushalt 2022

Der Haushaltsplan der Vereinigten Staaten ist ein Beschluss des Kongresses, der die veranschlagten Einnahmen und Ausgaben der Bundesregierung der Vereinigten Staaten im Laufe eines Haushaltsjahres aufführt. Das Haushaltsjahr beginnt am 1. Oktober.

## Entwicklung
Die Verfahrensweise zur Erstellung des Haushaltsplans wurde 1974 mit dem Congressional Budget and Impoundment Control Act festgelegt. Das Gesetz schreibt vor, dass der Präsident dem Kongress zum ersten Montag im Februar einen Haushaltsvorschlag übermittelt. Dieser Vorschlag enthält eine detaillierte Aufstellung aller vom Präsident und den ihm untergeordneten Ministerien und anderen Behörden geplanten Einnahmen und Ausgaben für das kommende Haushaltsjahr. Über die reinen Zahlen hinaus enthält der Vorschlag auch eine große Menge an zusätzlichen Informationen, die die Prognosen und Wünsche der Regierung unterstützen sollen.
Aus dem Vorschlag entwickeln die Haushaltsausschüsse des Senats und des Repräsentantenhauses gleichzeitig, aber getrennt voneinander jeweils eine Vorlage, in der sich auch die politischen Prioritäten der jeweiligen Kammer widerspiegeln. Traditionsgemäß werden diese Vorlagen Anfang April den Senatoren beziehungsweise den Abgeordneten zur Diskussion und Verabschiedung vorgelegt.
Da es zu diesem Zeitpunkt zwei Gesetzesvorlagen gibt, die auch inhaltliche Unterschiede aufweisen, wird in einem Vermittlungsausschuss der beiden Kammern über Änderungen verhandelt. Das Ergebnis dieser Verhandlungen wird gewöhnlich ohne weitere Aussprache von beiden Kammern verabschiedet.

## Rechtliche Ausgabeermächtigungen
Der Haushaltsplan ist selbst kein Bundesgesetz, sondern nur eine Concurrent Resolution, d. h., er ist rechtlich nicht verbindlich und wird dem Präsidenten nicht zur Unterschrift vorgelegt.
Ein Teil der rechtlich bindenden Ausgabeermächtigungen (mandatory spending, wörtlich: pflichtgemäße Ausgaben) ist in ständigen Gesetzen z. B. über die Sozialprogramme des Bundes enthalten und muss daher nicht jährlich neu genehmigt werden. Für diese Ausgaben enthält der Haushaltsplan Schätzungen.
Die anderen Ausgaben (discretionary spending, wörtlich: Ermessensausgaben) werden durch Ausgabengesetze (appropriation bills) genehmigt, die sich inhaltlich am Haushaltsplan orientieren.
Die Begriffe Pflicht und Ermessen darf man dabei nicht zu wörtlich nehmen. Die Pflichtausgaben können durch Gesetz geändert oder abgeschafft werden. Umgekehrt können Ermessensausgaben praktisch unvermeidlich sein, da z. B. Militärausgaben verfassungsgemäß für höchstens zwei Jahre genehmigt werden können.

## Haushalt 2023
Der Bundeshaushalt der Vereinigten Staaten für das Haushaltsjahr 2023 beinhaltete Ausgaben in Höhe von 6.135 Milliarden US-Dollar ($).
Die nachfolgende Tabelle zeigt die Aufteilung des Haushaltsansatzes nach Ministerien und Behörden für das Haushaltsjahr 2023. Sie enthält nur die Ausgaben des Discretionary spending (siehe erste Zeile der Tabelle) – deshalb beträgt die Summe der Ausgaben nur 1.607 Milliarden US-Dollar.
| Base Discretionary Funding                                                    | Base Discretionary Funding     |
| Ministerium                                                                   | Ausgaben in Mrd. US-Dollar ($) |
| ----------------------------------------------------------------------------- | ------------------------------ |
| Landwirtschaftsministerium der Vereinigten Staaten                            | 28,5                           |
| Handelsministerium der Vereinigten Staaten                                    | 11,7                           |
| Verteidigungsministerium der Vereinigten Staaten                              | 773,0                          |
| Bildungsministerium der Vereinigten Staaten                                   | 88,3                           |
| Energieministerium der Vereinigten Staaten                                    | 48,2                           |
| Ministerium für Gesundheitspflege und Soziale Dienste der Vereinigten Staaten | 138,0                          |
| Ministerium für Innere Sicherheit der Vereinigten Staaten                     | 56,7                           |
| Ministerium für Wohnungsbau und Stadtentwicklung der Vereinigten Staaten      | 60,8                           |
| Innenministerium der Vereinigten Staaten                                      | 17,9                           |
| Justizministerium der Vereinigten Staaten                                     | 37,7                           |
| Arbeitsministerium der Vereinigten Staaten                                    | 14,6                           |
| Außenministerium der Vereinigten Staaten                                      | 67,6                           |
| Verkehrsministerium der Vereinigten Staaten                                   | 26,8                           |
| Finanzministerium der Vereinigten Staaten                                     | 16,2                           |
| Kriegsveteranenministerium der Vereinigten Staaten                            | 135,2                          |
| Behörde                                                                       | Ausgaben in Mrd. US-Dollar ($) |
| United States Army Corps of Engineers                                         | 6,6                            |
| Environmental Protection Agency                                               | 11,9                           |
| General Services Administration                                               | 1,3                            |
| NASA                                                                          | 26                             |
| National Science Foundation                                                   | 10,5                           |
| Small Business Administration                                                 | 0,9                            |
| Social Security Administration                                                | 10,1                           |
| sonstige Behörden                                                             | 28,1                           |
| Veränderungen aus verpflichtenden Kompensationsgeschäften                     | −34,7                          |
| Non-Base Discretionary Funding                                                |                                |
| Programmintegrität                                                            | 2,3                            |
| Katastrophenhilfe                                                             | 19,9                           |
| Waldbrandverhütung                                                            | 2,6                            |
| Umsetzung 21st Century Cures Act                                              | 1,1                            |
| SUMME                                                                         | 1.607,9 Mrd. US-Dollar ($)     |

## Historische Haushaltsentwicklung
Folgende Tabelle zeigt die Entwicklung der jährlichen Ausgaben und Einnahmen der Bundesregierung der Vereinigten Staaten.
| Jahr               | Einnahmen (Mio. $) | Ausgaben (Mio. $) | Defizit/Überschuss (Mio. $) | Defizit/Überschuss (in % des BIP) |
| ------------------ | ------------------ | ----------------- | --------------------------- | --------------------------------- |
| 1789–1849 (Gesamt) | 1.160              | 1.090             | 70                          |                                   |
| 1850–1900 (Gesamt) | 14.462             | 15.453            | −991                        |                                   |
| 1901               | 588                | 525               | 63                          |                                   |
| 1902               | 562                | 485               | 77                          |                                   |
| 1903               | 562                | 517               | 45                          |                                   |
| 1904               | 541                | 584               | −43                         |                                   |
| 1905               | 544                | 567               | −23                         |                                   |
| 1906               | 595                | 570               | 25                          |                                   |
| 1907               | 666                | 579               | 87                          |                                   |
| 1908               | 602                | 659               | −57                         |                                   |
| 1909               | 604                | 694               | −89                         |                                   |
| 1910               | 676                | 694               | −18                         |                                   |
| 1911               | 702                | 691               | 11                          |                                   |
| 1912               | 693                | 690               | 3                           |                                   |
| 1913               | 714                | 715               | −1                          |                                   |
| 1914               | 725                | 726               | −1                          |                                   |
| 1915               | 683                | 746               | −63                         |                                   |
| 1916               | 761                | 713               | 48                          |                                   |
| 1917               | 1.101              | 1.954             | −853                        |                                   |
| 1918               | 3.645              | 12.677            | −9.032                      |                                   |
| 1919               | 5.130              | 18.493            | −13.363                     |                                   |
| 1920               | 6.649              | 6.358             | 291                         |                                   |
| 1921               | 5.571              | 5.062             | 509                         |                                   |
| 1922               | 4.026              | 3.289             | 736                         |                                   |
| 1923               | 3.853              | 3.140             | 713                         |                                   |
| 1924               | 3.871              | 2.908             | 963                         |                                   |
| 1925               | 3.641              | 2.924             | 717                         |                                   |
| 1926               | 3.795              | 2.930             | 865                         |                                   |
| 1927               | 4.013              | 2.857             | 1.155                       |                                   |
| 1928               | 3.900              | 2.961             | 939                         |                                   |
| 1929               | 3.862              | 3.127             | 734                         |                                   |
| 1930               | 4.058              | 3.320             | 738                         | 0,8 %                             |
| 1931               | 3.116              | 3.577             | −462                        | −0,5 %                            |
| 1932               | 1.924              | 4.659             | −2.735                      | −4,0 %                            |
| 1933               | 1.997              | 4.598             | −2.602                      | −4,5 %                            |
| 1934               | 2.955              | 6.541             | −3.586                      | −5,8 %                            |
| 1935               | 3.609              | 6.412             | −2.803                      | −4,0 %                            |
| 1936               | 3.923              | 8.228             | −4.304                      | −5,4 %                            |
| 1937               | 5.387              | 7.580             | −2.193                      | −2,5 %                            |
| 1938               | 6.751              | 6.840             | −89                         | −0,1 %                            |
| 1939               | 6.295              | 9.141             | −2.846                      | −3,1 %                            |
| 1940               | 6.548              | 9.468             | −2.920                      | −3,0 %                            |
| 1941               | 8.712              | 13.653            | −4.941                      | −4,3 %                            |
| 1942               | 14.634             | 35.137            | −20.503                     | −13,9 %                           |
| 1943               | 24.001             | 78.555            | −54.554                     | −29,6 %                           |
| 1944               | 43.747             | 91.304            | −47.557                     | −22,2 %                           |
| 1945               | 45.159             | 92.712            | −47.553                     | −21,0 %                           |
| 1946               | 39.296             | 55.232            | −15.936                     | −7,0 %                            |
| 1947               | 38.514             | 34.496            | 4.018                       | 1,7 %                             |
| 1948               | 41.560             | 29.764            | 11.796                      | 4,5 %                             |
| 1949               | 39.415             | 38.835            | 580                         | 0,2 %                             |
| 1950               | 39.443             | 42.562            | −3.119                      | −1,1 %                            |
| 1951               | 51.616             | 45.514            | 6.102                       | 1,9 %                             |
| 1952               | 66.167             | 67.686            | −1.519                      | −0,4 %                            |
| 1953               | 69.608             | 76.101            | −6.493                      | −1,7 %                            |
| 1954               | 69.701             | 70.855            | −1.154                      | −0,3 %                            |
| 1955               | 65.451             | 68.444            | −2.993                      | −0,7 %                            |
| 1956               | 74.587             | 70.640            | 3.947                       | 0,9 %                             |
| 1957               | 79.990             | 76.578            | 3.412                       | 0,7 %                             |
| 1958               | 79.636             | 82.405            | −2.769                      | −0,6 %                            |
| 1959               | 79.249             | 92.098            | −12.849                     | −2,5 %                            |
| 1960               | 92.492             | 92.191            | 301                         | 0,1 %                             |
| 1961               | 94.388             | 97.723            | −3.335                      | −0,6 %                            |
| 1962               | 99.676             | 106.821           | −7.146                      | −1,2 %                            |
| 1963               | 106.560            | 111.316           | −4.756                      | −0,8 %                            |
| 1964               | 112.613            | 118.528           | −5.915                      | −0,9 %                            |
| 1965               | 116.817            | 118.228           | −1.411                      | −0,2 %                            |
| 1966               | 130.835            | 134.532           | −3.698                      | −0,5 %                            |
| 1967               | 148.822            | 157.464           | −8.643                      | −1,0 %                            |
| 1968               | 152.973            | 178.134           | −25.161                     | −2,8 %                            |
| 1969               | 186.882            | 183.640           | 3.242                       | 0,3 %                             |
| 1970               | 192.807            | 195.649           | −2.842                      | −0,3 %                            |
| 1971               | 187.139            | 210.172           | −23.033                     | −2,1 %                            |
| 1972               | 207.309            | 230.681           | −23.373                     | −1,9 %                            |
| 1973               | 230.799            | 245.707           | −14.908                     | −1,1 %                            |
| 1974               | 263.224            | 269.359           | −6.135                      | −0,4 %                            |
| 1975               | 279.090            | 332.332           | −53.242                     | −3,3 %                            |
| 1976               | 298.060            | 371.792           | −73.732                     | −3,1 %                            |
| 1977               | 355.559            | 409.218           | −53.659                     | −2,6 %                            |
| 1978               | 399.561            | 458.746           | −59.185                     | −2,6 %                            |
| 1979               | 463.302            | 504.028           | −40.726                     | −1,6 %                            |
| 1980               | 517.112            | 590.941           | −73.830                     | −2,6 %                            |
| 1981               | 599.272            | 678.241           | −78.968                     | −2,5 %                            |
| 1982               | 617.766            | 745.743           | −127.977                    | −3,9 %                            |
| 1983               | 600.562            | 808.364           | −207.802                    | −5,9 %                            |
| 1984               | 666.438            | 851.805           | −185.367                    | −4,7 %                            |
| 1985               | 734.037            | 946.344           | −212.308                    | −5,0 %                            |
| 1986               | 769.155            | 990.382           | −221.227                    | −4,9 %                            |
| 1987               | 854.287            | 1.004.017         | −149.730                    | −3,1 %                            |
| 1988               | 909.238            | 1.064.416         | −155.178                    | −3,0 %                            |
| 1989               | 991.104            | 1.143.743         | −152.639                    | −2,7 %                            |
| 1990               | 1.031.958          | 1.252.993         | −221.036                    | −3,7 %                            |
| 1991               | 1.054.988          | 1.324.226         | −269.238                    | −4,4 %                            |
| 1992               | 1.091.208          | 1.381.529         | −290.321                    | −4,5 %                            |
| 1993               | 1.154.334          | 1.409.386         | −255.051                    | −3,8 %                            |
| 1994               | 1.258.566          | 1.461.752         | −203.186                    | −2,8 %                            |
| 1995               | 1.351.790          | 1.515.742         | −163.952                    | −2,2 %                            |
| 1996               | 1.453.053          | 1.560.484         | −107.431                    | −1,3 %                            |
| 1997               | 1.579.232          | 1.601.116         | −21.884                     | −0,3 %                            |
| 1998               | 1.721.728          | 1.652.458         | 69.270                      | 0,8 %                             |
| 1999               | 1.827.452          | 1.701.842         | 125.610                     | 1,3 %                             |
| 2000               | 2.025.191          | 1.788.950         | 236.241                     | 2,3 %                             |
| 2001               | 1.991.082          | 1.862.846         | 128.236                     | 1,2 %                             |
| 2002               | 1.853.136          | 2.010.894         | −157.758                    | −1,5 %                            |
| 2003               | 1.782.314          | 2.159.899         | −377.585                    | −3,3 %                            |
| 2004               | 1.880.114          | 2.292.841         | −412.727                    | −3,4 %                            |
| 2005               | 2.153.611          | 2.471.957         | −318.346                    | −2,5 %                            |
| 2006               | 2.406.869          | 2.655.050         | −248.181                    | −1,8 %                            |
| 2007               | 2.567.985          | 2.728.686         | −160.701                    | −1,1 %                            |
| 2008               | 2.523.991          | 2.982.544         | −458.553                    | −3,1 %                            |
| 2009               | 2.104.989          | 3.517.677         | −1.412.688                  | −9,8 %                            |
| 2010               | 2.162.706          | 3.457.079         | −1.294.373                  | −8,7 %                            |
| 2011               | 2.303.466          | 3.603.065         | −1.299.599                  | −8,5 %                            |
| 2012               | 2.449.990          | 3.536.945         | −1.086.955                  | −6,8 %                            |
| 2013               | 2.775.106          | 3.454.648         | −679.542                    | −4,1 %                            |
| 2014               | 3.021.491          | 3.506.091         | −484.600                    | −2,8 %                            |
| 2015               | 3.249.887          | 3.688.383         | −438.496                    | −2,4 %                            |
| 2016               | 3.267.961          | 3.852.612         | −584.651                    | −3,3 %                            |
| 2017               | 3.316.182          | 3.981.554         | −665.372                    | −3,7 %                            |
| 2018               | 3.329.907          | 4.109.047         | −779.140                    | −3,9 %                            |
| 2019               | 3.463.364          | 4.446.960         | −983.596                    | −4,7 %                            |
| 2020               | 3.421.164          | 6.553.621         | −3.132.457                  | −14,9 %                           |
| 2021               | 4.047.111          | 6.822.470         | −2.775.359                  | −12,0 %                           |
| 2022               | 4.897.399          | 6.273.324         | −1.375.925                  | −5,4 %                            |